# HANARO
El HANARO (Reactor de Aplicación de Neutrones Avanzado de Alto Flujo; High-Flux Advanced Neutron Application Reactor en inglés; o  하나로 en coreano) es un reactor de investigación multipropósito de 30 MW de potencia, ubicado en Daejeon, Corea del Sur. Fue diseñado por el Instituto de Investigación de Energía Atómica de Corea (KAERI) como una instalación para la investigación y el desarrollo de la ciencia de los neutrones y sus aplicaciones.
Ha desempeñado un papel importante como instalación nacional en el área de la ciencia de neutrones, la producción de radioisótopos clave, pruebas de materiales para aplicaciones en reactores de potencia, dopaje por transmutación de neutrones (NTD), análisis de activación de neutrones y radiografía de neutrones. Después de la instalación de una fuente de neutrones fríos en 2010, también ha servido como instalación regional e internacional para la ciencia de neutrones.
Comenzó a construirse en 1990, y las obras duraron cuatro años. La puesta en servicio se produjo en abril de 1995.

## Características técnicas
A continuación figura una lista con las principales características técnicas del reactor:
- Máximo flujo de neutrones térmicos: 4.4x1014 n/cm2 /sec
- Máximo flujo de neutrones rápidos: 2.1x1014 n/cm2 /sec
- Tipo de combustible: U3Si, 19.75% de uranio enriquecido.
- Refrigerante: agua ligera
- Reflectorde neutrones: agua pesada
- Barras de control: de hafnio
- Disposición de las barras de combustible: 36 hexagonales + 18 cilíndricas